# Prophantis
Prophantis és un gènere d'arnes de la família Crambidae descrit per William Warren el 1896.

## Taxonomia
- Prophantis adusta Inoue, 1986
- Prophantis androstigmata (Hampson, 1918) (Austràlia i Nova Guinea)
- Prophantis octoguttalis (C. Felder, R. Felder & Rogenhofer, 1875)
- Prophantis smaragdina (Butler, 1875)
- Prophantis triplagalis Warren, 1996